# Hilda (Schiff)
Die Hilda war ein Dampfschiff der britischen Eisenbahnunternehmen London and South Western Railway, das auf dem Ärmelkanal als Fähre eingesetzt wurde und von 1883 bis 1905 Passagiere und Fracht von Southampton (England) nach Saint-Malo (Frankreich) beförderte. Am 18. November 1905 sank die Hilda in einem Schneesturm an der bretonischen Küste, nachdem sie vor der Insel Cézembre gegen ein Riff geprallt war. Nur sechs der 131 Passagiere und Besatzungsmitglieder überlebten. Es handelt sich um das bisher schwerste Schiffsunglück in der Region der Kanalinseln. Die Hilda wird auch die „Titanic der Bretagne“ genannt.

## Das Schiff
Das 802 BRT und 428 NRT große Dampfschiff Hilda wurde 1882 in der Werft Aitken & Mansel im Glasgower Stadtteil Whiteinch auf dem Clyde gebaut (Baunummer 117, Registrierungsnummer 86327). Das aus Eisen gebaute Schiff war knapp 72 m lang, wurde mit zweizylindrigen Niederdruckdampfmaschinen von John & James Thomson and Company aus Glasgow angetrieben und erreichte eine durchschnittliche Reisegeschwindigkeit von 13,2 Knoten (24,4 km/h). Auf zwei Decks konnten bis zu 566 Passagiere befördert werden. Ihr Bau hatte nach damaligem Geldwert 33.000 Pfund Sterling gekostet. Der Rumpf der Hilda war durch fünf wasserdichte Türen aufgeteilt. Zur Sicherheitsausrüstung gehörten sechs Rettungsboote für insgesamt 308 Personen, 318 Schwimmwesten und 12 Rettungsbojen.
Eigner war die seit 1838 operierende Eisenbahngesellschaft London and South Western Railway (L&SWR) mit Hauptsitz in London, die über ein ausgedehntes Schienennetz in Südengland verfügte. Das Unternehmen betrieb außerdem eine Flotte von Passagier- und Frachtschiffen, die auf dem Ärmelkanal verkehrten und französische Hafenstädte und die britischen Kanalinseln mit Städten an der Südküste Englands verbanden.
Die Hilda war eines dieser Schiffe. Sie lief im Juli 1882 vom Stapel, konnte aber wegen eines Streiks erst im Januar 1883 fertiggestellt werden. Am 13. Januar 1883 wurden in der Stokes Bay, einer Bucht zwischen Portsmouth und Lee-on-the-Solent, die Probefahrten durchgeführt, bei denen sie sogar 14,5 Knoten erreichte. Noch am selben Tag wurde das Schiff seinen Eignern übergeben. Anschließend machte sie ihre Jungfernfahrt von Southampton nach Saint-Malo via die Kanalinseln.
Im Oktober 1890 wurde die Hilda auf ihrer Route durch das neue Passagierschiff Stella ersetzt und fuhr nun ohne Umweg direkt nach Saint-Malo. 1894 wurde das Schiff mit zwei neuen Stahl-Dampfkesseln von Day, Summers and Company aus den Northam Iron Works in Southampton und mit elektrischem Licht ausgestattet. Von nun an wurde die Hilda hauptsächlich in der Wintersaison eingesetzt.

## Der Untergang
Am Freitag, dem 17. November 1905 um 22.00 Uhr verließ die Hilda Southampton unter dem Kommando des 56-jährigen Kapitäns William Gregory zu einer weiteren Überfahrt nach Saint-Malo. Kapitän Gregory stand bereits seit 36 Jahren im Dienst des Unternehmens. An Bord befanden sich 103 Passagiere und 28 Besatzungsmitglieder. Unter den 28 Passagieren der Ersten Klasse war die 33-jährige Isobel Daniell Cavendish-Butler, Ehefrau von Henry Cavendish-Butler, 8. Earl of Lanesborough. Wegen dichten Nebels verzögerte sich die übliche Abfahrtszeit von 20.15 Uhr. Die Hilda musste zunächst bei der Festung Hurst Castle auf der Isle of Wight vor Anker gehen und abwarten.
Erst gegen 06.00 Uhr morgens am 18. November konnte das Schiff auslaufen. Um etwa 18.00 Uhr hatte die Hilda den Chanel de Petite Port, die Einfahrt in den Hafen von Saint-Malo, erreicht. Die Stadt war nur noch drei Seemeilen entfernt und der Leuchtturm am Eingang zum Hafen, Phare du Grand Jardin, war bereits in Sichtweite. Die Lichter des Leuchtturms waren die einzigen, die vom Schiff aus ausgemacht werden konnten. Wegen schwerer See, dunstigen Wetters und andauernder starker Schneeböen konnte der Dampfer aber nicht in den Hafen einlaufen. Der Schneefall und der Dunst nahmen dem Schiff die Sicht, weshalb man sich an Bord der Hilda dazu entschied, vor dem Hafen zu warten, bis sich das Wetter aufklarte. Etwa fünf Stunden lag die Hilda vor den Felsen am Eingang zum Hafen.
Der hohe Wellengang und die starke Strömung warfen das Schiff kurz vor Mitternacht auf das  Riff La Pierre des Ports vor der Insel Cézembre. Kapitän Gregory ließ Notraketen abfeuern und das Schiffshorn ertönen. Das erste Rettungsboot, das auf der Steuerbordseite zu Wasser gelassen wurde, wurde von einer Welle gegen den Rumpf geschleudert und zerschellte. Etwa zur selben Zeit stürzte der vordere Mast um. Während die Boote an der Backbordseite zum Fieren vorbereitet wurden, rollten heftige Brecher über das Deck und rissen die Menschen über Bord. Währenddessen legte sich das Schiff immer mehr auf die Seite.
Gegen 02.00 Uhr nachts am 19. November brach das Schiff auseinander. Passagiere, die unter Deck Zuflucht gesucht hatten, ertranken. Mehrere Menschen hielten sich an der Takelage fest, wurden aber von den eisigen Wellen fortgespült, die über das Schiff hereinbrachen. Nur sechs Personen konnten aus der aufgewühlten See gerettet werden, das britische Besatzungsmitglied James Grinter und fünf männliche französische Passagiere. 125 Menschen kamen ums Leben. Die Überlebenden wurden am Vormittag nach dem Unglück von der Ada, die ebenfalls der London and South Western Railway gehörte, gerettet. Bei Ebbe konnte das Wrack, das in flachen Gewässern lag, deutlich gesehen werden. Ein großer Teil des Kiels war aufgerissen.